# The Legend of Zelda: Oracle of Ages e Oracle of Seasons
The Legend of Zelda: Oracle of Ages (ゼルダの伝説ふしぎの木の実時空の章, Zeruda no Densetsu: Fushigi no Kinomi Jikū no Shō) e The Legend of Zelda: Oracle of Seasons (ゼルダの伝説 ふしぎの木の実大地の章, Zeruda no Densetsu: Fushigi no Kinomi Daichi no Shō) são dois jogos eletrônicos de ação e aventura da série The Legend of Zelda desenvolvidos pela Flagship e publicados pela Nintendo originalmente para Game Boy Color em 27 de fevereiro de 2001 no Japão, em 14 de maio de 2001 na América do Norte, em 19 de junho de 2001 no Brasil e em 5 de outubro de 2001 na Europa. O jogo foi relançado através do Virtual Console para Nintendo 3DS em 27 de fevereiro de 2013 no Japão e em 30 de maio de 2013 na América do Norte e Europa.
Em ambos, o jogador controla o protagonista Link com uma perspectiva aérea. A jogabilidade é similar à de The Legend of Zelda: Link's Awakening, copiando seus gráficos, sons e controles básicos. O enredo completo é revelado após completar os dois jogos.
Depois de experimentar com a conversão do The Legend of Zelda para o Game Boy Color, a equipe de desenvolvimento da Flagship, supervisionada por Yoshiki Okamoto, começou a desenvolver três jogos interconectados da série que poderiam ser jogados em qualquer ordem. A complexidade do sistema levou a um dos jogos ser cancelado, entretanto.
Os dois jogos foram relançados no serviço Nintendo Switch Online do Nintendo Switch.

## Enredo

### Oracle of Ages
Ages começa quando a Triforce chama por Link no Castelo de Hyrule. Link se aproxima e é transportado para uma floresta na terra de Labrynna, onde ouve gritos. Em uma clareira, Link encontra Impa cercada de monstros, que fogem ao vê-lo. Impa então pede que Link a ajude a encontrar uma cantora na floresta. Os dois encontram Nayru, uma jovem de cabelos azuis cantando em um toco de árvore e rodeada por criaturas da floresta. Uma sombra emerge de Impa e se revela como sendo Veran, a Feiticeira das Sombras. Veran possui Nayru, o Oráculo das Eras; isso desorganiza o fluxo temporal.
Link recebe uma espada de Impa e vai até a Árvore Maku na Cidade de Lynna, capital de Labrynna. Veran ordena que a Árvore Maku seja morta; Link usa um portal temporal para viajar ao passado e impedir que isso aconteça. A Árvore Maku diz a Link que ele precisará das oito Essências do Tempo para derrotar Veran. Link se aventura para recuperar as oito Essências escondidas em oito masmorras através do passado e presente de Labrynna. Depois de obter a sexta essência, é revelado que Link pode salvar Nayru. Ele invade o castelo da Rainha Ambi e remove o espírito de Veran de Nayru, mas Veran passa assim a possuir a Rainha Ambi. Link junta as Essências restantes e as leva à Árvore Maku, que as usa para criar uma Semente Maku Gigante, permitindo que Link entre na Torre Negra de Veran. Link sobe a torre e derrota Veran, resgata a Rainha Ambi, e Nayru diz que tudo voltou ao normal. Twinrova, assistindo à cena remotamente, afirma que Veran acendeu a Chama do Sofrimento.

### Oracle of Seasons
Assim como em Ages, o jogo começa quando a Triforce chama por Link no Castelo de Hyrule. Link é transportado para uma floresta escura onde encontra um grupo itinerante liderado por uma dançarina chamada Din. Depois que Din apresenta Link à terra de Holodrum, o céu se cobre de nuvens negras. Uma voz das nuvens chama Din de Oráculo das Estações e refere a si mesmo como Onox, General da Escuridão. Uma nuvem em forma de funil desce do céu, levando Din. Quando o tornado se dissipa, as estações de Holodrum se desorganizam e mudam rapidamente.
A subordinada de Din, Impa, diz a Link que eles estavam a caminho de Hyrule; ela o instrui a procurar a Árvore Maku na Vila Horon, capital de Holodrum. Link encontra uma espada em uma caverna e vai à árvore. A Árvore Maku diz a Link que ele precisará das oito Essências da Natureza e dá a ele a Chave Deformada, que desbloqueia a masmorra com a primeira Essência. Link recupera as oito Essências das oito masmorras através de Holodrum e Subrosia e as leva à Árvore Maku, que as usa para criar uma Semente Maku Gigante, uma semente sagrada para limpar o mal que permite que Link entre no castelo de Onox. Link entra no castelo, derrota Onox e resgata Din, que diz a ele que agora é um verdadeiro herói e que deve enfrentar um novo desafio em breve. Twinrova, assistindo à cena remotamente, afirma que a Chama da Destruição foi acesa pelo caos trazido por Onox.

### Final conectado
Se um dos jogos é jogado como uma sequência do outro através de uma senha de conexão, Twinrova captura a Princesa Zelda, acendendo a Chama do Desespero. Link entra em um ponto de transporte na Árvore Maku e enfrenta Twinrova, que está tentando usar as três Chamas para reviver Ganon. Link derrota Twinrova e um Ganon parcialmente ressuscitado. Ele liberta Zelda e, juntos, eles saem do castelo em ruínas. Depois dos créditos, Link é visto em um barco acenando a uma multidão com um castelo ao fundo.

## Recepção
Oracle of Ages e Oracle of Seasons foram sucessos críticos e comerciais, cada um vendendo 3,96 milhões de cópias. No Japão, eles foram o terceiro jogo mais vendido para Game Boy Color, com 746.054 unidades. Chris Carle da IGN disse que Seasons e Ages foram "os melhores jogos já feitos para Game Boy Color", e Craig Majaski da Gaming Age considerou-os "os dois melhores jogos da história a agraciarem um sistema portátil." A GameSpot premiou Ages e Seasons, coletivamente, com o seu prêmio anual de "Melhor Jogo para Game Boy Color". Eles foram classificados como o 34º (Seasons) e o 39º (Ages) melhores jogos já feitos para um console da Nintendo na lista dos 200 melhores jogos da Nintendo Power. Em agosto de 2008, a Nintendo Power listou Oracle of Seasons e Ages como o quarto e quinto melhores jogos de Game Boy/Game Boy Color, respectivamente. Os jogos juntamente ficaram em 57º lugar na lista dos 100 melhores jogos da Nintendo de todos os tempos da Official Nintendo Magazine. Ben Reeves da Game Informer os considerou coletivamente o 10º melhor jogo para Game Boy. A interconexão foi vista como uma das melhores características do jogo. A GamesRadar+ listou Oracle of Ages e Seasons como jogos que queriam ver no Virtual Console para Nintendo 3DS, e ambos foram lançados na plataforma dois anos depois, em 2013.
Críticos elogiaram os gráficos; a GamePro chamou Seasons de "brilhante e colorido" com animações "surpreendentemente expressivas e bem-desenhadas", e a Gaming Target disse que Ages é "lindo e criativo", com "atenção meticulosa a detalhes". A Gaming Age chamou ambos os jogos do "ápice gráfico no Game Boy Color". Apesar de os dois compartilharem muitos dos gráficos, Seasons é diferente por trocar a paleta de cores para refletir a estação atual. A IGN sentiu que as cores expressivas usadas para as mudanças de estações tornaram Seasons o mais impressionante dos dois.
Críticas sobre o áudio do jogo foram mistas. Críticos notaram que o som foi prejudicado pela baixa qualidade dos auto-falantes do Game Boy Color, apesar de terem se saído bem quando comparados a outros jogos do sistema. A seleção de canções foi elogiada por complementar faixas familiares à franquia Zelda com novas canções. O tema de Zelda e o efeito sonoro tradicional tocado ao resolver um quebra-cabeça foram considerados adições bem-vindas, mas outros efeitos sonoros foram criticados com simples "bipes".

## Livros-jogos
Dois livros-jogos inspirados nos jogos foram lançados como parte da série You Decide on the Adventure da Nintendo pela Scholastic. Ambos foram escritos por Craig Wessel e baseados nos eventos dos jogos com algumas pequenas diferenças. O primeiro, baseado em Oracle of Seasons, foi publicado em outubro de 2001. O segundo, baseado em Oracle of Ages, foi publicado em janeiro de 2002.